# Ensemble vocale Calycanthus
L'Ensemble vocale Calycanthus è un gruppo vocale a cappella con sede a Parabiago ed è diretto dal compositore, pianista e organista Pietro Ferrario.

## Tournée
Sul versante concertistico sono da segnalare le apparizioni milanesi presso l'Abbazia di Chiaravalle (2003), Basilica di S. Ambrogio (2004, 2005 e 2007), S. Maurizio al Monastero Maggiore (2006).
Nel 2005 il gruppo partecipa alla X Rassegna Internazionale di canto corale profano “Città di Roma” e al Festival di musica corale di Sassari.
Nel 2004 e nel 2006 il gruppo ha partecipato al 3º Festival Internazionale di Musica Polifonica di Salerno, alla XXª Rassegna Internazionale di corali polifoniche dell'Aquila, alla 3ª Rassegna di Polifonia Sacra di Livorno, al concerto speciale organizzato dalla “Fondazione “Guido d'Arezzo” ad Arezzo, alla XVIIIª e XXª edizione della Rassegna Corale Internazionale spagnola “Encuentro Coral Internacional Ciudad de Torrevieja” (Alicante). Nel 2008 partecipazione al Montreux Choral Festival (unico coro italiano) e conseguimento fascia di merito "bièn".

## Discografia
- Calycanthus live a cappella 2001-2003"
- Aurora polifonia del XX secolo, ed. Bottega Discantica, 2007
- So pop, so jazz, SMC Records, 2012